# Nachhaltiges Banking
Nachhaltiges Banking (auch social banking, ethical banking, grünes Banking, green banking, sustainable banking usw.) beschreibt eine bestimmte Art alternativer privatwirtschaftlicher Bankgeschäfte, die insbesondere soziale und ökologische Belange beachtet und sich damit besonders der Nachhaltigkeit verpflichtet fühlt. Eine Allianz von Banken dieser Ausrichtung ist die Global Alliance for Banking on Values.

## Begriff
Der Begriff des nachhaltigen Banking ist nicht klar definiert, in Medien und wissenschaftlichen Publikationen finden sich unterschiedliche Begriffe, etwa Social Banking, Sozialbank, Ethische Bank (siehe auch Ethisches Investment) oder der Begriff Ökobank. In der Wissenschaft wird zudem die besondere Orientierung auf Werte und die Realwirtschaft hervorgehoben. Eine klare Abgrenzung zum Social Business, das auf den Friedensnobelpreisträger Muhammad Yunus zurückgeht, ist schwierig.

## Geschichte
Die modernen Wurzeln sog. verantwortlicher Geldanlagen sehen manche Autoren in den 1920er-Jahren, den Bürgerrechts- und Umweltschutzbewegungen der 1960er-Jahre sowie im Kampf gegen die Apartheid in Südafrika. Mit den Genossenschaftsbanken gibt seit der Mitte des 19. Jahrhunderts in Deutschland bereits einen Vorläufer der Sozialbanken. Als älteste nachhaltige Banken gelten die 1974 gegründete deutsche GLS Bank sowie die niederländische Triodos Bank, die 1980 ihr Geschäft aufnahm.
2009 wurde die Global Alliance for Banking on Values gegründet.

## Geschäft
Die nachhaltigen Banken bieten im Prinzip dasselbe Geschäft wie normale Banken an, also Girokonten ebenso wie Investmentbanking. Das Geschäft stellt die wirtschaftliche Grundlage des Bankgeschäfts daher nicht vollständig infrage, sondern erweitert dieses um zusätzliche Methoden und Komponenten. Dabei wird jedoch ausdrücklich auf den erforderlichen „Gewinn für Mensch und Umwelt“ und verpflichtende Ausschlusskriterien für das gesamte Bankgeschäft verwiesen. Außerdem gehört auch die völlige Transparenz über die Vergabe von Krediten zu den grundlegenden Kriterien.
Diese grundsätzliche Haltung unterscheidet nachhaltige Banken von anderen Banken oder Kreditinstituten, die zwar auch, aber eben nicht nur nachhaltige Produkte anbieten. Nachhaltiges Banking ist damit also eine Fortentwicklung und Verbesserung von Finanzdienstleistungen, mit dem Ziel, etwa zu marktüblichen Kapitalrenditen benachteiligte Gebiete, Gruppen und Wirtschaftssektoren zu erhalten und zu fördern. Es versteht sich daher als „Marktvergrößerer“, mit dem Ziel, eine nachhaltige, sozial-solidarische und ökologisch orientierte Ökonomie zu gestalten. Bei den jüngeren Akteuren des nachhaltigen bzw. des Social Banking, z. B. Kreditplattformen, wird das „social“ stärker methodisch interpretiert, im Sinne von „gemeinsamem Handeln“. Diese zweite, internetbasierte Generation ist gekennzeichnet durch direkten Austausch und eine transparente Verbindung zwischen Anleger, Kreditnehmer und Finanzinstitution.

## Nachhaltigkeitsbewertungen
Nachhaltigen Banken steht in der Regel ein (relativ) unabhängiges Beratungsgremium zur Seite, das die angebotenen Finanzprodukte und deren Auswirkungen prüft. Daneben werden Banken und weitere Finanzdienstleister auch von anderen unabhängigen Instituten oder Vereinen / Nichtregierungsorganisationen im Hinblick auf die Nachhaltigkeit eingeschätzt, etwa von Utopia.de, Stiftung Warentest, Ökotest, Verbraucherzentralen oder dem Fair Finance Guide, wo Ökobanken regelmäßig die vorderen Ränge belegen.

## Liste nachhaltiger Banken im deutschsprachigen Raum (Auswahl)
- GLS Gemeinschaftsbank
- Triodos Bank
- Umweltbank
- Ethikbank

Banken mit römisch-katholischem Hintergrund:
- DKM Darlehnskasse Münster
- Bank im Bistum Essen
- Bank für Kirche und Caritas
- Pax-Bank
- Steyler Bank

Banken mit evangelischem Hintergrund:
- Bank für Kirche und Diakonie
- Evangelische Bank

## Nachhaltige Fonds
Zu einem nachhaltigen Banking zählt auch die Anlageklasse von nachhaltigen, ethisch-ökologischen Fonds und Aktien (siehe auch Ethisches Investment).
Einige nachhaltige Banken bieten eigens aufgelegte nachhaltige Fonds (Nachhaltigkeitsfonds) an. 
Daneben gibt es auch weitere Fondsgesellschaften wie Ökoworld, die sich auf nachhaltige Fonds spezialisiert haben. 
Auch Fonds werden etwa durch die Verbraucherzentralen im Hinblick auf Nachhaltigkeit überprüft.